# Condado de Carbon (Pensilvania)
El condado de Carbon (en inglés: Carbon County) fundado en 1800 es uno de los 67 condados en el estado estadounidense de Pensilvania. En el 2010 el condado tenía una población de 65.249 habitantes en una densidad poblacional de 60 personas por km². La sede de condado es Jim Thorpe.

## Geografía
Según la Oficina del Censo, el condado tiene un área total de 1365 km² (527 mi²), de la cual 1365 km² (527 mi²) es tierra y 16 km² (6,2 mi²) (1.06%) es agua.

### Condados adyacentes
- Condado de Luzerne (norte)
- Condado de Monroe (este)
- Condado de Northampton (sureste)
- Condado de Lehigh (sur)
- Condado de Schuylkill (suroeste)

## Demografía
Según el censo de 2000, habían 58,802 personas, 23,701 hogares y 16,424 familias residiendo en la localidad. La densidad de población era de 60 hab./km². Había 30,492 viviendas con una densidad media de 31 viviendas/km². El 97.82% de los habitantes eran blancos, el 0.60% afroamericanos, el 0.16% amerindios, el 0.31% asiáticos, el 0.03% isleños del Pacífico, el 0.32% de otras razas y el 0.76% pertenecía a dos o más razas. El 1.46% de la población eran hispanos o latinos de cualquier raza.
Los ingresos medios por hogar en la localidad eran de $0 y los ingresos medios por familia eran $0. Los hombres tenían unos ingresos medios de $0 frente a los $0 para las mujeres. La renta per cápita para el condado era de $0. Alrededor del 0% de la población estaban por debajo del umbral de pobreza.

## Localidades

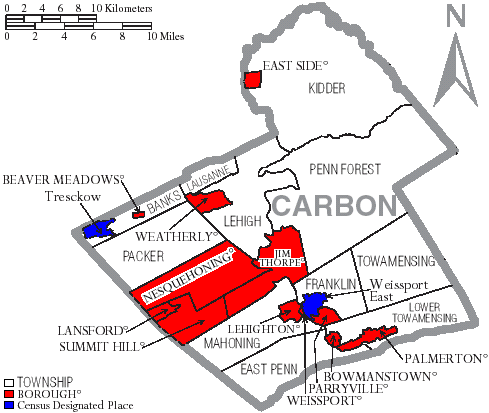
Localidades en el condado de Carbon

### Boroughs
Beaver Meadows |
Bowmanstown |
East Side |
Jim Thorpe |
Lansford |
Lehighton |
Nesquehoning |
Palmerton |
Parryville |
Summit Hill |
Weatherly |
Weissport 

### Municipios
Banks |
East Penn |
Franklin |
Kidder |
Lausanne |
Lehigh |
Lower Towamensing |
Mahoning |
Packer |
Penn Forest |
Towamensing 

### Lugares designados por el censo
Albrightsville |
Tresckow |
Towamensing Trails |
Weissport East 